# Comber
Comber (in lingua irlandese: An Comar) ) è una piccola città della contea di Down, nell'Irlanda del Nord. Si trova 5 miglia a sud di Newtownards, all'estremità settentrionale dello Strangford Lough, nella townland di Town Parks, nell'omonima parrocchia civile e nella storica baronia di  Castlereagh Lower.
Comber fa parte del distretto di Ards e North Down. È nota anche per l'omonimo marchio di whiskey irlandese, distillato nel 1953. Al censimento del 2011 la sua popolazione ammontava a 9 078 abitanti.
Deve il nome al fatto che si trova alla confluenza di due fiumi: il Glen River e l'Enler River.

## Storia
Si crede abbia avuto una chiesa fin dai tempi di san Patrizio, mentre verso il 1200 vi fu fondata un'abbazia cistercense nel luogo ove ora sorge una chiesa della Chiesa d'Irlanda.
Dopo che Enrico VIII sciolse i monasteri, l'edificio abbaziale andò in rovina e le pietre che lo costituivano furono utilizzate per altri edifici.

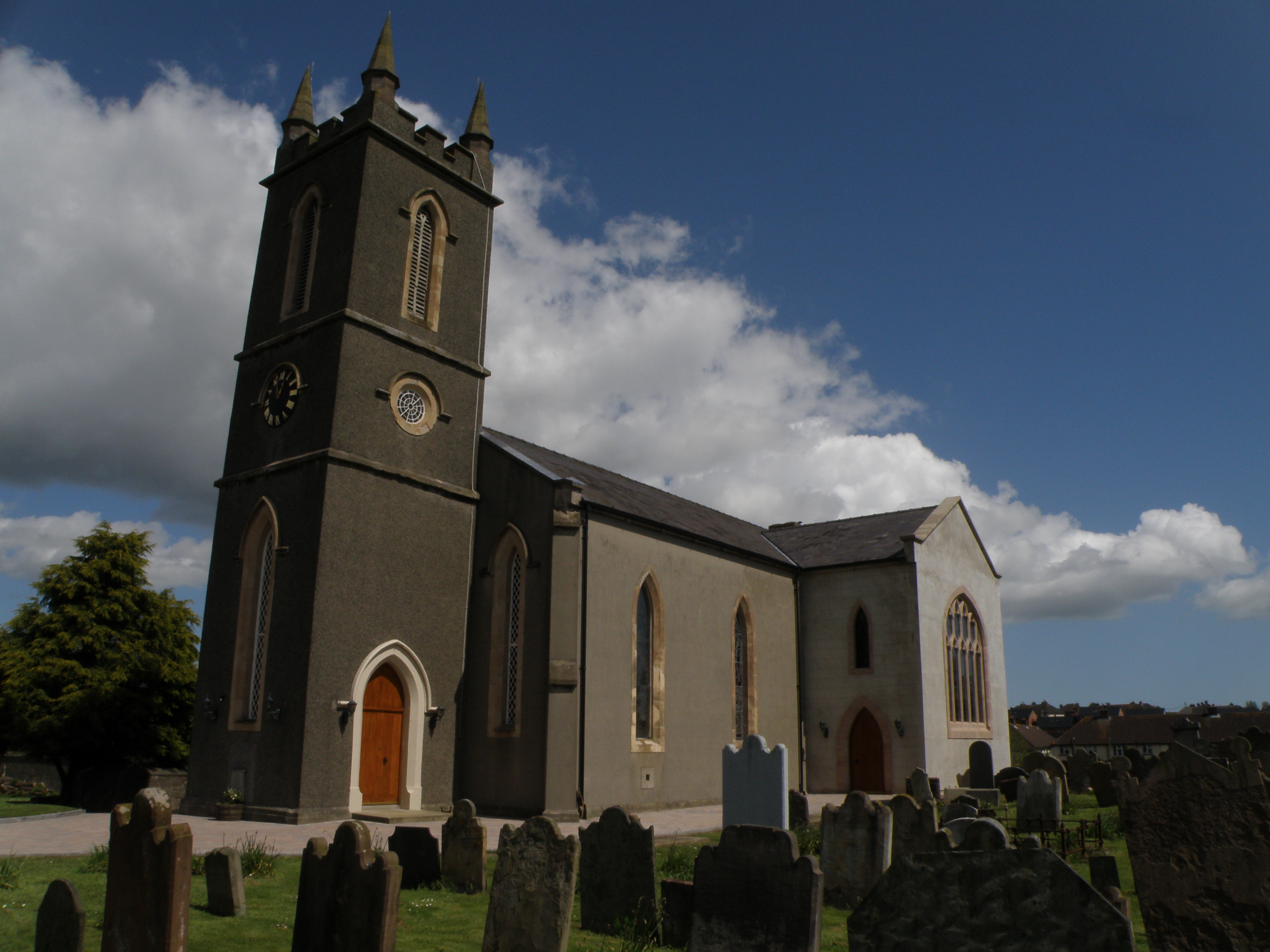
Chiesa di Santa Maria della Chiesa d'Irlanda

Durante l'influenza scozzese nei primi anni del XVII secolo nacque un insediamento circa un miglio a sud dell'attuale e questo fu un porto mercantile e di pescatori. Nel XVIII secolo il centro della città si spostò nella zona dell'attuale piazza principale e Comber divenne un centro industriale.
La famiglia Andrews fece di Comber un centro di lavorazione del lino e del grano. La distillazione del whiskey divenne l'industria prevalente verso la metà del 1800 e il distillatore più importante era John Miller, zio di Lord William James Pirrie.
Il XX secolo ha visto Comber perdere molte delle sue industrie ma è nel contempo divenuta una città di pendolari che gravitano sull'area urbana di Belfast. La sua popolazione è salita dai 4 000 abitanti nel 1961, agli 8933 del censimento del 2001 e ai 9078 di quello del 2011.
Il fiume Enler è esondato numerose volte a Comber negli anni passati, ma ora è stato costruito un argine in muratura lungo il fiume, che ne contiene le piene.